# Песня о полководце Ким Чен Ире
«Песня о полководце Ким Чен Ире» (кор. 김정일장군의 노래) — северокорейский марш, посвящённый Ким Чен Иру. Состоит из трёх куплетов и припева.

## История
Первое упоминание о Песне о полководце Ким Чен Ире появилось в газете «Нодон Синмун» 9 апреля 1997 года — в этом номере был представлен полный текст песни.
В 1998 году, на 46-м концерте Сеульского филармонического оркестра в Нью-Йорке была песня впервые была исполнена за рубежом.
С момента своей публикации, также как и Песня о полководце Ким Ир Сене, Песня о полководце Ким Чен Ире активно используется в КНДР. Песня звучит ежедневно в эфире радиостанции «Голос Кореи» и Корейского центрального телевидения, в частности — в начале эфира, после гимна КНДР и песни о полководце Ким Ир Сене.
Как заявлялось Центральным телеграфном агентством КНДР, спутники Кванмёнсон-1 и Кванмёнсон-2 во время своей эксплуатации транслировали со своих бортов эту песню при передаче других данных.
Песня звучала на мероприятиях с 1997 по 2011 годы, на которых присутствовал Ким Чен Ир. Также, Песня звучала в трансляции эфира Корейского Центрального Телевидения после трансляции похоронной процессии после смерти Ким Чен Ира 29 декабря 2011 года.

## Особенность названия
Во всех текстах, набранных в КНДР, имена Ким Ир Сена, Ким Чен Ира и Ким Чен Ына на печати выделяется жирным шрифтом, поэтому, с точки зрения КНДР, правильно песня записывается как 김정일장군의 노래.

## Текст
| Корейский оригинал | Транскрипция Концевича | Перевод |
| --- | ---------------------- | --- |
| 1절 백두산 줄기 내려 금수강산 삼천리 장군님 높이 모신 환호서 울려 가네 태양의 위업 잇대신 인민의 령도자 만세! 만세! 김정일장군  | 1 куплет               | В горных отрогах Пэкту Чудный край исток берёт, Хор ликованья над ним В честь Полководца плывёт. Наш народный лидер несёт Свет Вождя и в этот мир. Ура, ура, Полководец Ким Чен Ир! |
| 2절 대지의 천만 꽃도 그 사랑을 전하고 동서해 푸른 물도 그 업적 노래하네 주체의 락원 가꾸신 행복의 창조자 만세! 만세! 김정일장군 | 2 куплет               | В мире миллионы цветов, Чествуя его, цветут, Славу заслугам большим Волны морские поют. Созидатель счастья крепит Рай земной — народа мир. Ура, ура, Полководец Ким Чен Ир!         |
| 3절 강철의 담력으로 사회주의 지키여 내 나라 내 조국을 세상에 떨치시네 자주의 기치 높이 든 정의의 수호자 만세! 만세! 김정일장군  | 3 куплет               | Социализм отстоял Волею стальной своей, Всюду на свете гремит Имя Отчизны моей. Высоко поднял правды страж Знамя чучхе — наш кумир. Ура, ура, Полководец Ким Чен Ир!                |